# Eileen Winterton
Pour les articles homonymes, voir Winterton (homonymie).
Eileen Rosa Windridge, connue par le nom de scène Eileen Winterton, est une actrice britannique, née le 5 juillet 1903 à Purley (Surrey, Angleterre) et morte centenaire le 1er mai 2004 à Watford (Hertfordshire).

## Biographie

### Carrière
Eileen Winterton est une actrice de télévision anglaise notamment connue pour sa participation à la série télévisée Theatre 625 (en) en 1965 et à Doctor Who dans deux rôles non crédités, d'abord une esclave dans Day of the Daleks en 1972, puis une paysanne dans State of Decay en 1980. Entre le décès de John Cross le 2 août 1995 alors qu'elle a 92 ans et son propre décès 301 jours après son centenaire, elle est doyenne des personnes associées à la série. Elle est la première personne associée au Whoniverse à devenir centenaire. Elle est la personne qui a détenu ce titre le plus longtemps, pendant 3195 jours. Elle est la plus âgée des personnes détentrices du titre jusqu'à être dépassée par Zohra Sehgal en 2013. Elle a aussi eu de petits rôles non crédités dans Are You Being Served? (en) et Some Mothers Do 'Ave 'Em (en),.